# Barry Corbin
Leonard Barrie (Barry) Corbin (Lamesa (Texas), 16 oktober 1940) is een Amerikaans acteur.
Corbin is waarschijnlijk het bekendst van zijn vertolkingen in televisieseries als One Tree Hill en Northern Exposure. Filmfans herkennen hem echter van zijn rollen in onder andere Urban Cowboy (1980), WarGames (1983) en No Country For Old Men (2007).
Corbin begon zijn carrière in de jaren 60. Sindsdien heeft hij in meer dan 100 producties gespeeld.

## Geselecteerde rollen

### Film
- 2023 - Killers of the Flower Moon
- 2014 - The Homesman
- 2013 - Shadow on the Mesa (Jake Rawlins)
- 2007 - In the Valley of Elah
- 2007 - No Country For Old Men
- 2005 - The Dukes of Hazzard
- 1991 - Career Opportunities
- 1990 - The Hot Spot
- 1989 - Who's Harry Crumb?
- 1988 - Critters 2: The Main Course
- 1986 - Nothing in Common
- 1983 - WarGames
- 1982 - Honkytonk Man
- 1982 - The Best Little Whorehouse in Texas
- 1981 - Dead & Buried
- 1980 - Any Which Way You Can
- 1980 - Stir Crazy
- 1980 - Urban Cowboy

### Televisie
- 2022-2023 - Tulsa King
- 2020 - Better Call Saul
- 2016-2020 - The Ranch
- 2015 - Blood & Oil
- 2012 - 2014 - Anger Management
- 2012 - 2014 - Modern Family
- 2012 - 2012 - Suit Up
- 2007 - 2012 - The Closer
- 2003-2009 - One Tree Hill (als Whitey Durham)
- 1990-1995 - Northern Exposure
- 1979-1985 - Dallas
- 1977-1978 - The Thorn Birds

### Games
- 2001 | PC - Command & Conquer: Red Alert 2 - Yuri's Revenge (als General Ben Carville)
- 2000 | PC - Command & Conquer: Red Alert 2 (als General Ben Carville)
- 1998 | Playstation 1 - Command & Conquer: Red Alert - Retaliation (als General Ben Carville)

- Biblioteca Nacional de España: XX1541160
- Bibliothèque nationale de France: cb14166431z (data)
- Gemeinsame Normdatei: 1030450412
- International Standard Name Identifier: 0000 0001 1446 6440
- Library of Congress Control Number: no2003049713
- Nationale Bibliotheek van Israël: 987007347679005171
- SNAC: w61k20pq
- Système universitaire de documentation: 242344003
- Virtual International Authority File: 66158331
- WorldCat: E39PBJpyqRd9CjwFqjmj8rDg8C